# Dalfsen (dorp)

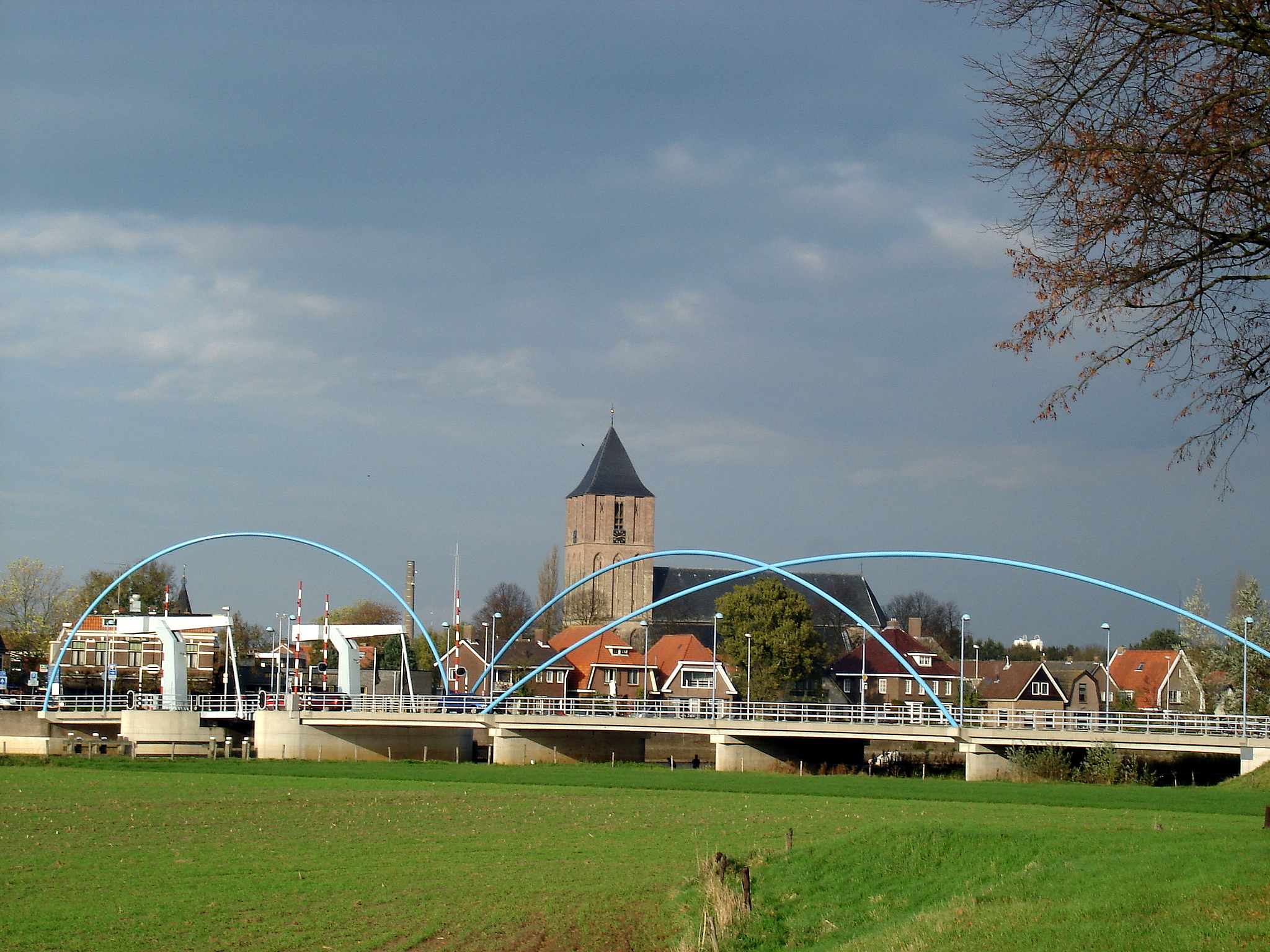
Dalfsen gezien vanaf de zuidelijke oever van de Vecht

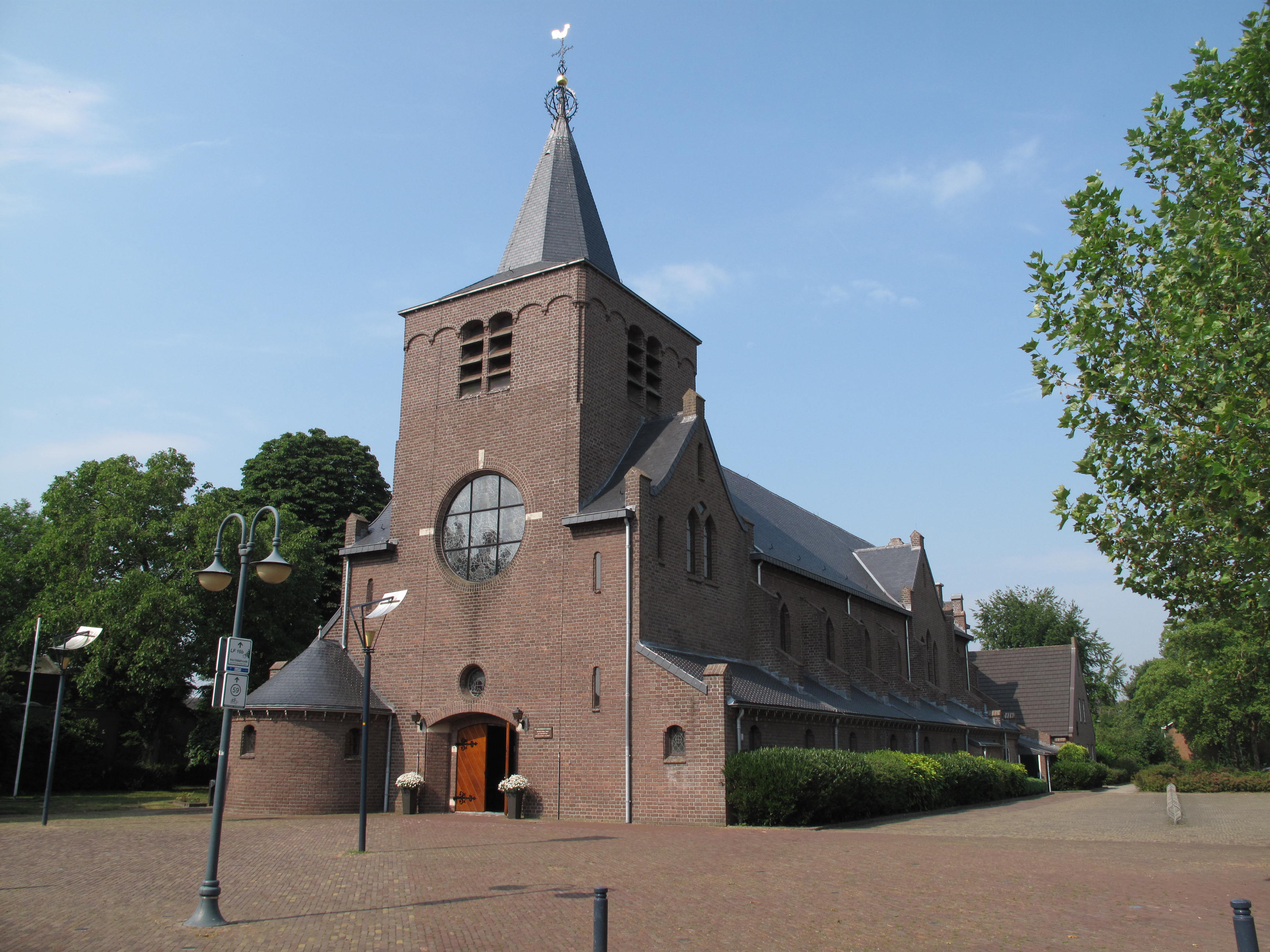
De RK Cyriacuskerk in Dalfsen

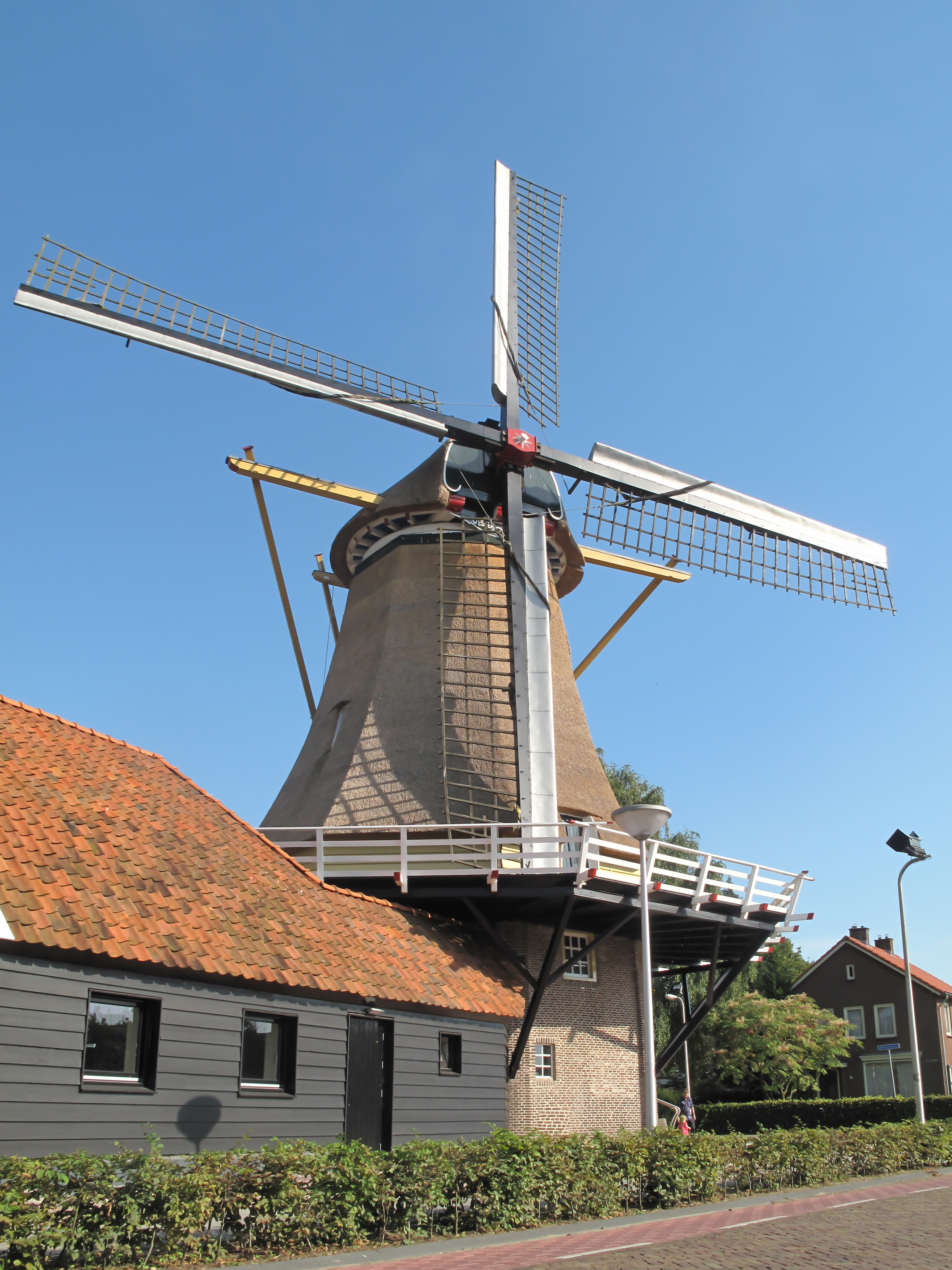
De Westermolen in Dalfsen

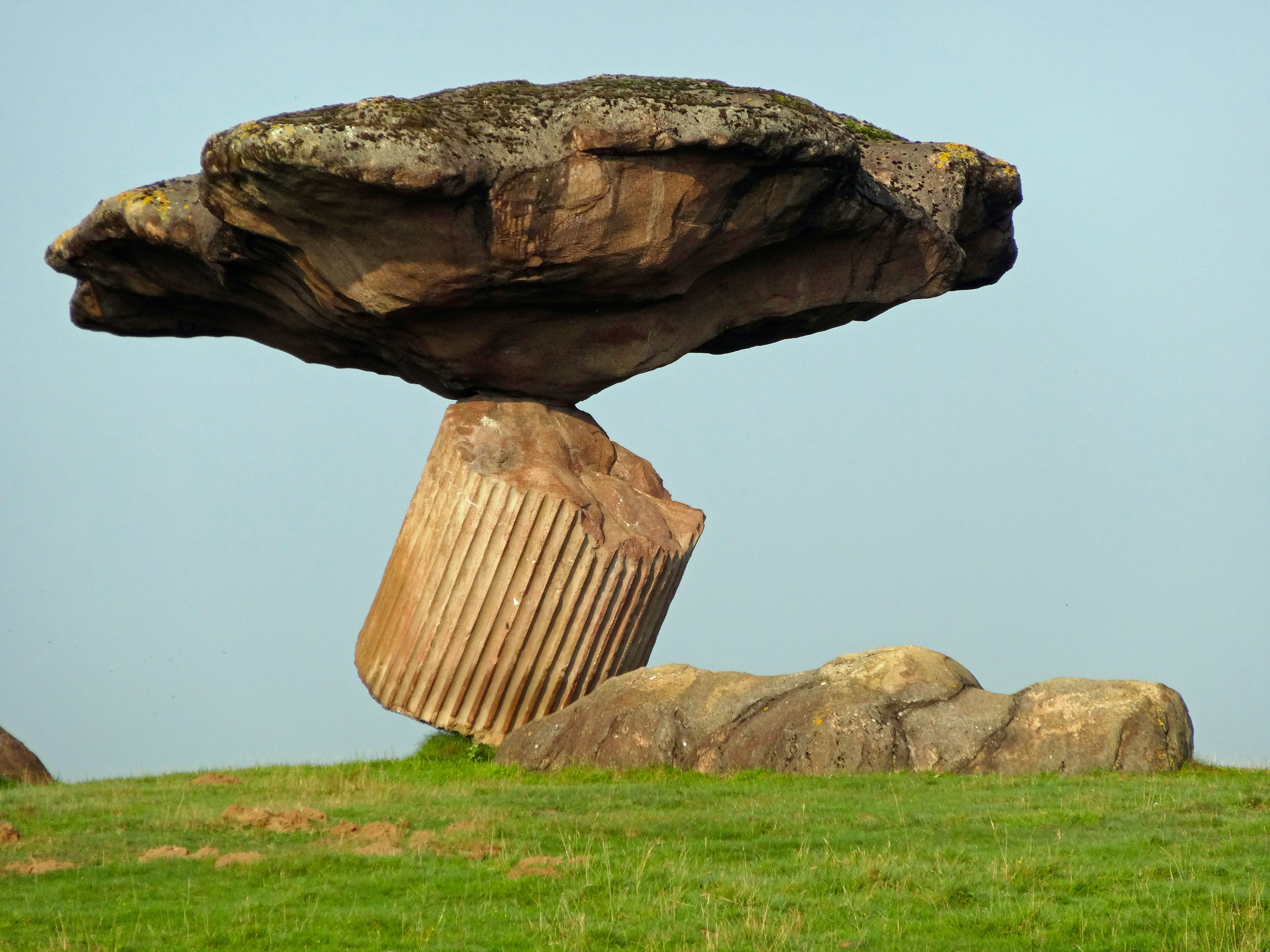
Zwevende steen, Bas Maters

Dalfsen (uitspraakⓘ; Nedersaksisch: Dalsen [dɑlsn̩]) is een dorp in het Vechtdal in de Nederlandse provincie Overijssel (streek Salland). Het is de hoofdplaats van de gemeente Dalfsen. Per 1 januari 2023 telt het dorp, samen met Hoonhorst, Oudleusen en Ankum, 15.270 inwoners. Dalfsen zelf telt 9250 inwoners.

## Geschiedenis
De naam Dalfsen komt voor het eerst voor in officiële documenten uit het jaar 1231. Dalfsen is de enige grotere plaats aan de Overijsselse Vecht die nooit stadsrechten heeft gekregen. Dit houdt verband met de nabijheid van kasteel Rechteren. Dit kasteel staat ten opzichte van het dorp Dalfsen net aan de zuidzijde van de Vecht en is gebouwd in het jaar 1320. Het wordt al sinds de 15e eeuw bewoond door hetzelfde geslacht.

### Archeologische vondsten

#### Neolithisch grafveld
Begin 2015 werd bij archeologisch onderzoek, voorafgaande aan de aanleg van de nieuwe woonwijk Oosterdalfsen, een 3.000 jaar oude weg uit de Bronstijd en een groot grafveld uit het Neolithicum gevonden. Het grafveld heeft een omvang van 120 bij 20 meter en is mogelijk het grootste in Noordwest-Europa blootgelegde grafveld van de trechterbekercultuur, bekend als bouwers van de hunebedden. Er zijn ten minste 120 trechterbekers uit de graven tevoorschijn gekomen. In de nabijheid ervan werd uit dezelfde periode ook de plattegrond van een boerderij gevonden, en een centraal gelegen aardwerk waarvan een ovale greppel van 30 bij 4 meter resteerde.

#### Vroegmiddeleeuwse graven
Daarnaast zijn er ook acht merovingische grafkuilen gevonden, die samen een grafveld vormen uit de vijfde of zesde eeuw. In een tweetal van deze vroegmiddeleeuwse graven is een grote rijkdom aan sieraden gevonden, waaronder gouden zwaarden.

## Sport
In de kern Dalfsen bevindt zich een ruim aanbod aan sport. Hieronder een overzicht van sportverenigingen.
| Activiteit           | Naam                            | Opmerkingen |
| -------------------- | ------------------------------- | --- |
| Voetbal              | ASC '62                         | |
| Voetbal              | SV Dalfsen                      | |
| Voetbal              | FC Dalfsen                      | Jeugdfusieclub van ASC '62 en SV Dalfsen                                                                            |
| Gymnastiek en dansen | ASC Gym & Dance                 | |
| Handbal              | Morrenhof Jansen/Dalfsen        | Zesvoudig landskampioen van Nederland, viervoudig winnaar Beker van Nederland, viervoudig winnaar Supercup Handbal. |
| Hockey               | MHC Dalfsen                     | |
| Tafeltennis          | DTV'84                          | |
| Tennis               | D.L.T.C.                        | |
| Schaatsen            | Schaatsvereniging Stokvisdennen | |
| Wielrennen           | Toerclub Dalfsen                | |
| Volleybal            | DALVO                           | |
| Badminton            | BC Trefzeker                    | |
| Judo                 | Judo Kwai                       | |
| Schietsport          | SV Vechtdal                     | |
| Karate               | Wado Ryu                        | |

## Verkeer en vervoer
Dalfsen ligt ten zuiden van de provinciale weg N340 (Zwolle - Ommen) en Nieuwleusen ligt aan de provinciale weg N377 (Hasselt - Coevorden). Op station Dalfsen aan de spoorlijn Zwolle - Emmen stopt in beide richtingen tweemaal per uur een trein. Het dorp Dalfsen is bereikbaar met de volgende buslijnen:
| Lijn | Route                                                 | Vervoerder |
| ---- | ----------------------------------------------------- | ---------- |
| 167  | Lemelerveld - Dalfsen - Hoonhorst - Wijthmen - Zwolle | EBS        |
| 568  | Dalfsen - Rechteren - Hessum - Vilsteren - Ommen      | EBS        |
| 591  | Dalfsen - Oudleusen - Nieuwleusen                     | EBS        |

Bij een treinongeval bij Dalfsen op 23 februari 2016 kwam de machinist om het leven, en raakten twee mensen gewond.

## Cultuur

### Evenementen
| Evenement             | Omschrijving | Locatie                             |
| --------------------- | --- | ----------------------------------- |
| Oranjefeesten Dalfsen | Een jaarlijks terugkerend evenement rond Koningsdag met diverse activiteiten.                                                                                         | Feestterrein naast het gemeentehuis |
| Sinterklaasintocht    | Sinterklaas arriveert elk jaar met de Vechtvaarder aan de kade van de Vecht. De pieten en Sinterklaas leggen daaropvolgend een route af door het centrum van Dalfsen. | Kade en centrum dorp                |
| Proef Dalfsen         | Elke tweede zaterdag van september, waarbij diverse lokale bieren, wijn en vlees geproefd kunnen worden.                                                              | Centrum                             |
| Bakfeest              | Het Bakfeest vindt de eerste zaterdag van november plaats, waarbij diverse artiesten, dj's en bands optreden.                                                         | Brinkweg Dalfsen                    |
| PlinQ Loopfestijn     | Een loopfestijn met diverse afstanden. | Route door Dalfsen                  |
| Bukkum Toernooi       | Een jaarlijks terugkerend zaalvoetbalevenement dat op oudejaarsdag wordt gehouden.                                                                                    | Trefkoele+                          |

### Monumenten
In Dalfsen zijn er een aantal monumentale bouwwerken en gebouwen:
- Lijst van rijksmonumenten in Dalfsen (plaats)
- Lijst van gemeentelijke monumenten in Dalfsen
- Lijst van oorlogsmonumenten in Dalfsen

### Kunst
- Zwevende steen (2000), ook Zwevende kei genoemd, van Bas Maters[5]

## Media
Kranten:
- Dagblad De Stentor, verschijnt sinds 1789
- Oprechte Dalfser Courant, gratis huis-aan-huisweekblad, verschijnt sinds 1891
- Dalfser Marskramer, gratis huis-aan-huisweekblad
- Vechtdal Centraal, gratis huis-aan-huisweekblad

Online platforms:
- DalfsenNet

## Bekende personen
- Willem Lodewijk de Vos van Steenwijk (1859-1947), politicus
- Peter Nijkamp (1946), wetenschapper
- Jan Lenferink (1948), radio- en tv-presentator, columnist
- Frits Maats (1949), beeldend kunstenaar
- Han Noten (1958), politicus, oud-burgemeester van Dalfsen
- Maurits von Martels (1960), politicus
- René Eijkelkamp (1964), voetballer/voetbaltrainer
- René Grotenhuis (1967), voetballer
- Erben Wennemars (1975), schaatser, sportanalist
- Ilse Warringa (1975), (stem)actrice, scenariste
- Freddy Wennemars (1986), schaatser
- Maikel Kieftenbeld (1990), profvoetballer
- Joep Wennemars (2002), schaatser

Hoofdplaats: Dalfsen      Dorpen: Ankum · Hoonhorst · Lemelerveld · Nieuwleusen · Oudleusen

Buurtschappen: Broekhuizen · Dalfserveld · Dalmsholte (deels) · De Marshoek · De Meele · Den Hulst · Emmen · Engeland · Gerner · Hessum · Holt · Lenthe · Mataram · Millingen · Ooster-Dalfsen · Oudleusenerveld · Rechteren · Rosengaarde · Ruitenveen · Slennebroek · Strenkhaar · Vennenberg · Welsum

Voormalige gemeenten: Nieuwleusen

Overijssel · Steden en dorpen in Overijssel      Nederland · Provincies · Gemeenten